# United States Climate Alliance

Staten die deelnemen aan de United States Climate Alliance

De United States Climate Alliance is een coalitie die is opgericht in de Verenigde Staten nadat de Amerikaanse president Donald Trump 1 juni 2017 aankondigde dat zijn land zich zou terugtrekken uit het Klimaatakkoord van Parijs
De coalitie bestond aanvankelijk uit 3 staten: Californië, New York, en Washington, maar al snel volgden Colorado, Massachusetts, Hawaï, Minnesota, New Jersey, Oregon en Virginia.  Op dit moment bestaat het akkoord uit 24 staten.
Deze staten beloofden zich wel aan het akkoord van Parijs te houden en CO2-uitstoot te verminderen en in te zetten op duurzame energie.